# Pajęczaki Tunezji
Pajęczaki Tunezji – ogół taksonów pajęczaków (Arachnida), których występowanie stwierdzono na terenie Tunezji.

## Rząd:głaszczkochody(Palpigradi)

### Rodzina:Eukoeneniidae
Z Tunezji wykazano tylko jeden gatunek:
- Eukoenenia mirabilis

## Rząd:kosarze(Opiliones)
Z Tunezji wykazano cztery gatunki do 1880 roku.

## Rząd:pająki(Araneae)
Do 2003 roku z Tunezji wykazano 335 gatunków pająków.

## Rząd:roztocze(Acari)
Z Tunezji wykazano dziesiątki gatunków.

## Rząd:skorpiony(Scorpiones)
Z Tunezji wykazano m.in.:
- Androctonus aeneas[4]
- Androctonus amoreuxi[4]
- Androctonus australis garzonii[4]
- Androctonus australis hector[4]
- Buthus chambiensis[5]
- Buthus dunlopi[5]
- Buthus paris[5]
- Buthus tunetanus[5]
- Euscorpius sicanus[6]

## Rząd:solfugi(Solifugae)
Z Tunezji wykazano 22 gatunki.

### Rodzina:Daesiidae
Z Tunezji wykazano:
- Biton ehrenbergi
- Biton tunetanus
- Biton velox
- Blossia spinosa

### Rodzina:Galeodidae
Z Tunezji wykazano:
- Galeodes arabs
- Galeodes barbarus
- Galeodes blanchardi
- Galeodes clavatus
- Galeodes crassichelis
- Galeodes olivieri
- Galeodes palpalis
- Galeodes simplex
- Paragaleodes tunetanus
- Galeodes venator

### Rodzina:Rhagodidae
Z Tunezji wykazano:
- Rhagodira algerica
- Rhagoditta corallipes
- Rhagodes melanus
- Rhagodira ochropus

### Rodzina:Solpugidae
Z Tunezji wykazano:
- Oparbella aciculata
- Oparbella bicolor
- Oparbella flavescens
- Oparbella werneri

## Rząd:zaleszczotki(Psudoscorpiones)
W Tunezji stwierdzono 25 gatunków.

### Podrząd:Epiocheirata

#### Rodzina:Chthoniidae
Z Tunezji wykazano:
- Chthonius orthodactylus
- Chthonius tenuis

### Podrząd:Iocheirata

#### Rodzina:Atemnidae
Z Tunezji wykazano:
- Atemnus letourneuxi
- Atemnus politus

#### Rodzina:Cheliferidae
Z Tunezji wykazano:
- Dactylochelifer falsus
- Dactylochelifer latreillii
- Hysterochelifer meridianus
- Hysterochelifer spinosus
- Hysterochelifer tuberculatus
- Rhacochelifer corcyrensis
- Rhacochelifer maculatus
- Rhacochelifer peculiaris
- Rhacochelifer similis

#### Rodzina:Chernetidae
Z Tunezji wykazano:
- Lamprochernes nodosus
- Pselaphochernes anachoreta
- Pselaphochernes lacertosus

#### Rodzina:Garypidae
Z Tunezji wykazano:
- Garypus beauvoisii

#### Rodzina:Neobisiidae
Z Tunezji wykazano:
- Neobisium carcinoides
- Roncus comasi

#### Rodzina:Olpiidae
Z Tunezji wykazano:
- Minniza deserticola
- Minniza vermis
- Olpium microstethum
- Olpium pallipes

#### Rodzina:Withiidae
Z Tunezji wykazano:
- Withius neglectus
- Withius piger